# 鋼鐵英雄
是一部2016年美澳合拍的傳記戰爭劇情片，由梅尔·吉布森執導，安德魯·奈特與羅伯特·申坎編劇。該片由安德魯·加菲爾德、文斯·范恩、山姆·沃辛頓、路克·布萊西、雨果·威明、瑞恩·科爾、泰瑞莎·帕瑪、理查·派羅斯和瑞秋·葛瑞菲斯等人領銜主演，劇情圍繞著美國陸軍軍醫戴斯蒙·T·杜斯（加菲爾德飾演）在第二次世界大戰沖繩島戰役的經歷。戴斯蒙是一名良心拒服兵役者，因家庭與宗教信仰而拒絕攜帶武器和殺人。
主體拍攝於2015年9月5日在澳洲的新南威爾士州開始進行。電影於2016年11月4日在美國上映，並獲得影評人的好評，被認為是吉布森東山再起之作。

## 劇情
戴斯蒙·T·多斯在年幼時差點失手殺死自己的兄弟哈爾（Hal），身為基督復臨安息日會一員的戴斯蒙在這次過失後堅定了自己對十誡中「勿殺生」這一教條的信念。成年之後，戴斯蒙在一次運送一位車禍傷者前往醫院時，邂逅了女護士朵洛西·舒特（Dorothy Schutte）。兩人擦出了愛火，戴斯蒙也告訴朵洛西他對於成為一名醫生的興趣。日本偷襲珍珠港後，戴斯蒙決心參軍擔任軍醫。戴斯蒙的父親湯姆·杜斯（Tom Doss）是一位第一次世界大戰老兵，且因戰爭而留下了創傷後壓力症候群（PTSD）。湯姆對戴斯蒙的決定感到十分沮喪及不安。在前去從軍前，戴斯蒙向朵洛西求婚，朵洛西也接受了。兩人說好在他訓練結束後就結婚。
戴斯蒙配屬至郝威爾中士（Sergeant Howell）的連中。他在體能方面表現頗佳，但因拒絕拿槍加上安息日（星期六）不訓練而遭其他同連隊的士兵排擠。郝威爾和格洛弗上尉（Captain Glover）決定以精神疾病為由讓戴斯蒙退役，但軍醫官施特爾澤上校（Colonel Stelzer）駁回，理由是戴斯蒙的宗教信仰並不算是精神疾病。兩人隨後丟給戴斯蒙一堆低賤的工作來折磨他，讓他自行退役但未果。一天，戴斯蒙在睡夢中被其他同營士兵毆打，但他拒絕指認施暴者，亦決定繼續留在軍中。
戴斯蒙所屬的連完成了基本訓練，並因此享有休假的福利。戴斯蒙打算趁著休假與朵洛西結婚，卻因拒絕攜帶槍枝而入獄。格洛弗上尉與朵洛西前來監獄探訪戴斯蒙，試圖勸他認罪，但戴斯蒙拒絕。在審判中，戴斯蒙拒不认罪，但在被判刑前，湯姆以前任指揮官的信件駁回了控訴，聲稱戴斯蒙的信仰受到國會法案保護。得知信件內容後，指控戴斯蒙的上校不得不選擇撤銷對戴斯蒙的指控。隨後，戴斯蒙與朵洛西步入禮堂。
戴斯蒙所在的連配屬到美國陸軍第77步兵師，並將派往沖繩。戴斯蒙等人的任務就是支援潰敗的第96步兵師攻下鋼鋸嶺。在初期的戰鬥中，雙方死傷慘重，戴斯蒙成功救了幾位重傷的士兵。當晚戰事稍歇，戴斯蒙與同袍史密提（Smitty）單獨在同個壕溝裡談心。史密提向戴斯蒙道歉，稱他錯看了戴斯蒙，不該叫他「懦夫」。戴斯蒙透露了他不拿槍的原因——他曾經目睹醉酒的父親對母親施暴，並準備槍擊母親。他奪下手槍，並險些扣下扳機殺死父親。兩人因此解開了心結。
隔天早上，日軍發動大規模萬歲衝鋒攻擊，將美軍趕下鋼鋸嶺。史密提戰死，郝威爾中士和大量與戴斯蒙同連隊的士兵都受到不同程度的傷勢無法撤出。戴斯蒙聽見垂死士兵的呼喊，決定在其餘士兵大舉撤退時跑回戰場救人。他以砲火造成的濃煙為掩護，將傷兵一個個送到懸崖邊，用繩索將傷兵送下懸崖。縱使自身筋疲力盡，戴斯蒙就祈禱上帝讓自己能多救一個為由勉力支撐，更為此默默堅持了三天。懸崖下接應的戰友看到懸崖上源源不斷地降下傷兵都大吃一驚。第三天早上，戴斯蒙最後在日軍搜查隊的猛攻下驚險救出郝威爾中士和史密提的屍體，在山崖下負責接應的戰友在親自目睹多斯一人之壯舉而從此對其刮目相看。
在稍時休息了幾天後，格洛弗上尉找到了戴斯蒙，表示他亦親自看到了多斯的壯舉之後對其徹底改觀，而士兵們都因他創造出的奇蹟而大受觸動，沒有他便不願意在次天發動攻擊。儘管當天是安息日，但戴斯蒙仍在禱告後陪同弟兄們重回戰場。這次攻擊美軍佔上風，日軍紛紛從地道中爬出來投降。但其中有日軍實為詐降並用手榴彈對美軍進行自殺式襲擊，戴斯蒙為了保護弟兄而上前踢開手榴彈並被破片炸傷倒地。最終，美軍攻破了日軍的地下碉堡，日軍指揮官選擇切腹自殺，美軍取得了勝利並完全占領了鋼鋸嶺。戴斯蒙被送下鋼鋸嶺，手上緊抓著朵洛西送給他的聖經。
電影最後出現了一些真實的照片和影像資料。戴斯蒙因英勇地拯救了75位傷兵而獲得國會表彰，時任美國總統哈里·S·杜魯門親自頒給戴斯蒙代表美國陸軍最高榮譽的榮譽勳章，而戴斯蒙也成為了美國史上第一位以良心拒服兵役者身分榮獲該獎的人。戴斯蒙與朵洛西育有一位子女，他們一起幸福的生活，直到朵洛西於1991年去世。戴斯蒙於2006年3月23日逝世，享年87歲。

## 角色
- 安德魯·加菲爾德飾演戴斯蒙·T·杜斯，基督復臨安息日會成員，拒絕拿槍。加菲爾德形容杜斯是「一位有著純潔靈魂的山地之人」，認為他「無論遇到什麼困難都知道自我的步伐」[6]，並表示出演這部片讓他備感壓力：「因為我們想要尊敬一個人的經歷，且他所有的親戚都會看這部片，感覺很奇怪」[6]。加菲爾德表示，自己在第一次讀到劇本時哭了[7]。他實地走訪了杜斯的家鄉[8]。導演梅爾·吉勃遜在觀看《社群網戰》（2010年）時就被加菲爾德的演技給深深吸引[9]。加菲爾德認為，比起在《蜘蛛人：驚奇再起》（2012年）及其續集中飾演超級英雄蜘蛛人，飾演一名「真實的」超級英雄更能鼓舞人心[10]。童年時期的杜斯由達西·布萊斯（Darcy Bryce）飾演[11]。

- 文斯·范恩飾演郝威爾中士，杜斯所屬連隊的士官。

- 山姆·沃辛頓飾演格洛弗上尉，連隊指揮官。格洛弗上尉是真有其人[12]:39。

- 路克·布萊西飾演史密特，與杜斯同連隊的士兵。

- 雨果·威明飾演湯姆·杜斯，前美军下士，戴斯蒙·T·杜斯的父親，一位患有创伤后应激障碍的一战老兵。吉勃遜表示，湯姆·杜斯的部分橋段是很晚才編寫的，並指出，他們將焦點擺在該角的創傷後壓力症候群，藉此帶入父子間的感情[6]。

- 瑞恩·科爾飾演曼威爾中尉（Lieutenant Manville）

- 泰莉莎·柏爾馬飾演朵洛西·舒特，杜斯的愛人。帕瑪在讀完該片的劇本後便立刻錄了對白寄給劇組[6]。帕瑪表示自己很喜歡演那一時代的女性，並稱該片讓她想起她那曾參與第二次世界大戰的祖父母的愛情故事[6]。

- 瑞秋·葛瑞菲斯（英语：Rachel Griffiths）飾演柏莎·杜斯，戴斯蒙·T·杜斯的母親。帕瑪形容柏莎·杜斯為「戴斯蒙·T·杜斯良心裡的哲理中心」[6]。

- 理查·羅森堡飾演施特爾策，上校軍醫官，郝威爾和格洛弗的上級長官。

- 路克·培格勒飾演米爾特·「好萊塢」·贊恩（Milt "Hollywood" Zane），與杜斯同連隊的士兵。

- 理查·派羅斯（英语：Richard Pyros）飾演藍道爾·「迪奇」·福勒（Randall "Teach" Fuller），與杜斯同連隊的士兵。

此外，南森尼爾·布佐利克在片中客串飾演戴斯蒙·T·杜斯的兄弟哈羅德·「哈爾」·杜斯（Harold "Hal" Doss），而桑斯頓上校（Colonel Sangston）一角則由勞勃·摩根飾演。法瑞斯·德朗尼與班·米蓋分飾與杜斯同單位的士兵維托·里內利（Vito Rinnelli）及葛里斯·諾蘭（Grease Nolan）。

## 主題
梅爾·吉勃遜描述該片為一部反戰電影，具有和平的意涵，並形容該片有三種性質——娛樂性質、教育性質及鼓舞性質。外界認為該片含有宗教元素。製片人比爾·麥康尼克表示，「我不想要放大片中的宗教元素，我覺得人們看這部片時會了解，這部片不是在說宗教，而是在講信念，一個是教派，一個是角色特質」。

## 製作

### 籌拍
該片曾在开发地狱中待了14年。許多製片人都曾打算將戴斯蒙·T·杜斯的故事拍成電影，如戰爭英雄奧迪·墨菲及《北非諜影》（1942年）的製片人哈爾·沃里斯。2001年，在說服杜斯同意讓人將自己的經歷拍成電影後，平·克勞斯貝的孫子格雷戈里·克勞斯貝（Gregory Crosby）寫下了該片的劇情綱要，並將其交給伯馬特製片公司的製片人大衛·伯馬特。在基督復臨安息日會成員史丹·詹森（Stan Jensen）的努力下，劇組終於籌措到了電影的製片資金。
羅伯特·申坎在2002年至2003年間編寫了劇本的初稿。隨後，麥康尼克聘請安德魯·奈特來對申坎的劇本稍做修飾，但在製作期間因演員及預算的關係而改為大幅修改。2004年，導演泰瑞·班奈迪克取得了拍攝一部有關杜斯生平的紀錄片《良心拒服兵役者》的權利，並在過程中連帶獲得拍有關杜斯生平的劇情片的權利。然而，杜斯於2006年逝世。隨後比爾·麥康尼克取得了該權利，並將其轉賣給威登媒體。威登媒體與大衛·伯馬特攜手籌拍該片。格雷戈里·克勞斯貝與史蒂夫·隆吉（Steve Longi）一同出任製片人。威登媒體堅持戰鬥場面得拍成PG-13級。麥康尼克覺得此舉會限制電影，便決定把拍片權取回。
拿回拍片權後，麥康尼克找上梅爾·吉勃遜，希望他能拍出一部暴力與信仰兼具的電影，就如同吉勃遜執導的電影《受難記：最後的激情》（2004年）那般。吉勃遜兩度（分別為2002年及2010年:37）回絕了麥康尼克的邀約，直到近10年後的2014年11月才同意出任導演。與此同時，安德魯·加菲爾德簽約飾演戴斯蒙·T·杜斯。其餘選角部分於2014年11月至2015年10月間進行，入選的演員包含文斯·范恩、山姆·沃辛頓、路克·布萊西、泰瑞莎·帕瑪、瑞秋·葛瑞菲斯、理查·羅森堡、路克·培格勒、理查·派羅斯、班·米蓋、法瑞斯·德朗尼、南森尼爾·布佐利克、雨果·威明與瑞恩·科爾等人。
儘管有著達4,000萬美元的製片預算，劇組仍遇到了一些瓶頸。《鋼鐵英雄》是一部跨國製作的電影，其主演與製片商多來自美國和澳大利亞。在澳大利亞的稅收鼓勵下台後，劇組不得不取得澳大利亞政府的補貼資格，以免預算不足。出生於美國、但在澳大利亞度過早期生活的吉勃遜讓劇組取得了補貼資格。此外，大部分演員皆來自澳大利亞也是劇組取得補貼資格的原因之一。片中來自澳大利亞的演員包含瑞秋·葛瑞菲斯（飾演杜斯之母）、泰瑞莎·帕瑪（飾演杜斯之妻）、山姆·沃辛頓（飾演杜斯所在單位的長官）、雨果·威明（飾演杜斯之父）、理查·羅森堡（飾演上校）與路克·培格勒（飾演與杜斯同單位的士兵）。整個演員陣容中只有安德魯·加菲爾德與文斯·范恩不是澳大利亞人。
2015年2月9日，IM Global解除了一份資助該片的協議，並將電影賣到國際市場。同一時間，獅門影業取得了該片在北美的發行權。《鋼鐵英雄》是吉勃遜繼2006年電影《阿波卡獵逃》後執導的首部電影，同時也意味著他背離了之前的作品，如《阿波卡獵逃》及《梅爾吉勃遜之英雄本色》（1995年）。這兩部片的主角的行為都相當暴力，與《鋼鐵英雄》的主角大相逕庭。

### 拍攝與後期製作
該片的主體拍攝於2015年9月29日開始，同年12月殺青，為期59天。《鋼鐵英雄》的所有拍片作業皆在澳大利亞進行。電影於澳洲福斯製片廠製作。該片取景地點集中在新南威爾士州，吉勃遜的童年便在那裡度過。新南威爾士州副總理特洛伊·葛蘭特（Troy Grant）預估電影在該地的製片成本約2,600萬美元。劇中一段背景設在墓園的場景於雪梨的百年公園。為了拍攝該片，劇組動用了三輛吉普車、兩輛卡車及一輛坦克。劇組在南威爾士的農地建起了沖繩戰場。林赤堡醫院在曼里的一間很像的建築物取景。
劇組原先找上安德魯·萊斯尼來掌鏡，但在不久後萊斯尼就辭世了。賽門·杜根接手負責萊斯尼的工作。杜根選擇阿萊Alexa攝影機來拍攝《鋼鐵英雄》。貝瑞·羅賓森（Barry Robison）擔任該片的藝術設計:37。麗茲·加迪納設計了片中的服裝:37。該片的戰鬥場面以實際拍攝的為主，僅有血腥場景有用上電腦特效。劇組拋棄了傳統的炸藥特效，改用劇組口中的「箱子炸彈」——裝有炸藥的紙箱——來拍攝。該片的混音也相當重要。戰場上的每個聲音都是混音出來的。凱文·歐康納、勞勃·麥肯齊（Robert Mackenzie）與安迪·瑞特（Andy Wright）協力完成了該片的混音部分，其中歐康納曾與吉勃遜合作拍了兩部電影——《受難記：最後的激情》及《阿波卡獵逃》。

## 音樂
| 評論得分 | 評論得分 |
| 來源     | 評分     |
| -------- | -------- |
| AllMusic | 5/5颗星  |

該片的配樂由魯伯特·葛雷森-威廉士負責。劇組本來打算找詹姆斯·霍納來譜寫配樂，但因霍納的離世而不得不改找另一位作曲家。梅爾·吉勃遜在聽過《泰山傳奇》（2016年）的配樂後決定找葛雷森來譜寫該片的配樂。因葛雷森加入得比較晚，故劇組在快殺青時配樂都還沒完成。葛雷森花了5個星期來完成配樂。《鋼鐵英雄》的配樂在英國倫敦的艾比路錄音室錄製，動用了70名音樂家和一個合唱團。該片的原聲帶於2016年11月4日由瓦雷澤·薩拉班德唱片發行。
| 曲目列表 | 曲目列表                  | 曲目列表 |
| 曲序     | 曲目                      | 时长     |
| -------- | ------------------------- | -------- |
| 1.       | Okinawa Battlefield       | 4:00     |
| 2.       | I Could Have Killed Him   | 2:21     |
| 3.       | A Calling                 | 2:43     |
| 4.       | Pretty Corny              | 1:45     |
| 5.       | Climbing For A Kiss       | 3:49     |
| 6.       | Throw Hell At Him         | 2:00     |
| 7.       | Sleep                     | 2:20     |
| 8.       | Dorothy Pleads            | 3:18     |
| 9.       | Hacksaw Ridge             | 4:21     |
| 10.      | Japanese Retake The Ridge | 4:38     |
| 11.      | I Can't Hear You          | 2:56     |
| 12.      | One Man At A Time         | 2:31     |
| 13.      | Rescue Continues          | 3:47     |
| 14.      | A Miraculous Return       | 2:51     |
| 15.      | Praying                   | 5:50     |
| 16.      | Historical Footage        | 4:59     |
| 总时长： | 总时长：                  | 54:09    |

## 上映
獅門旗下公司頂峰娛樂將電影定於2016年11月4日在美國上映。最此前，電影先於2016年9月4日的第73屆威尼斯影展上作全球首映（非競賽片）。

## 反響

### 評價
爛番茄根據145篇評論，持有86%的新鮮度，平均得分7.2／10。Metacritic得分71，整體評價以正面居多。

### 票房
北美方面，《鋼鐵英雄》與《奇異博士》、《魔髮精靈》共同上映競爭，並有望於首週末從兩千八百間電影院中獲得1200萬美元的票房。美國首映週末票房收入為1480萬美元，位居當週票房排名第三。台灣方面，最終全台票房為新台幣1.15億元。中国大陆方面，最終票房為4.25亿人民币。

### 榮譽
- 第六届澳大利亚电影与电视艺术学院奖
  - 最佳影片
  - 最佳导演
  - 最佳原创剧本
  - 最佳男主角：安德鲁·加菲尔德
  - 最佳男配角：雨果·维文
  - 最佳摄影
  - 最佳剪辑
  - 最佳音响效果
  - 最佳艺术指导
  - 提名-最佳女主角：泰瑞莎·帕瑪
  - 提名-最佳女配角：瑞秋·葛瑞菲斯
  - 提名-最佳服裝設計
  - 提名-最佳髮妝

- 第74屆金球獎
  - 提名-最佳剧情片
  - 提名-最佳导演：梅爾·吉勃遜
  - 提名-最佳男主角：安德鲁·加菲尔德

- 第89屆奧斯卡金像獎
  - 最佳混音：Peter Grace, Robert Mackenzie, Kevin O'Connell、Andy Wright
  - 最佳剪輯：赛门·杜根
  - 提名-最佳影片
  - 提名-最佳导演：梅爾·吉勃遜
  - 提名-最佳男主角：安德鲁·加菲尔德
  - 提名-最佳音效剪辑：Robert Mackenzie、Andy Wright

## 外部連結
- Box Office Mojo上《鋼鐵英雄》的資料（英文）
- 互联网电影数据库（IMDb）上《鋼鐵英雄》的资料（英文）
- 爛番茄上《鋼鐵英雄》的資料（英文）
- Metacritic上《鋼鐵英雄》的資料（英文）
- 豆瓣电影上《鋼鐵英雄》的資料 （简体中文）